# Theodor Kleine
Theodor Kleine (Lünen, Renânia do Norte-Vestfália, 4 de setembro de 1924 — Lünen, 12 de fevereiro de 2014) foi um ex-canoísta alemão especialista em provas de velocidade.

## Carreira
Foi vencedor da medalha de prata em K-2 10000 m em Melbourne 1956, junto com o colega de equipa Fritz Briel.